# 林木龍屬
林木龍屬（屬名：Silvisaurus）又名釘肩龍、叢林甲龍，意為「林木蜥蜴」，是甲龍亞目結節龍科的一屬，生存於中白堊紀的堪薩斯州。

## 發現與種
正模標本是由堪薩斯大學的T. H. Eaton發現於堪薩斯州的達科他組，年代為晚阿普第階到早森諾曼階，化石由頭顱骨與薦骨構成。林木龍目前只有一個種，模式種S. condrayi。

## 古生物學
根據這些化石，林木龍被估計身長接近4公尺。林木龍的頭顱骨長度為33公分，寬度為25公分。林木龍的骨質次生顎保存並不完整，齒骨包含至少25顆牙齒，基枕骨的結節基部呈球根狀，前上頜骨有8到9顆牙齒。除了常見的圓形、多角形皮內成骨，林木龍的肩膀與尾巴可能也有骨刺。
林木龍的口鼻部前段具有牙齒，顯示牠們是種原始的結節龍科；後期的結節龍科已演化出無齒的喙嘴。林木龍的身體可能覆蓋者圓形、多角形的皮內成骨，肩膀可能具有長刺。頭部內部具有複雜的鼻管，可能具有發聲功能。

## 分類
林木龍為一種相當原始的結節龍科，在2004年，Maryanska、Vickaryous等人宣稱蜥結龍、林木龍、爪爪龍形成一個演化支，原始程度僅次於雪松甲龍。